# Берик
Берик (фр. Berric) насеље је и општина у северозападној Француској у региону Бретања, у департману Морбијан која припада префектури Ван.
По подацима из 2011. године у општини је живело 1.616 становника, а густина насељености је износила 75,34 становника/km². Општина се простире на површини од 21,45 km². Налази се на средњој надморској висини од 78 метара (максималној 122 m, а минималној 24 m).

## Демографија
| 1962. | 1968. | 1975. | 1982. | 1990. | 1999. | 2011. |
| ----- | ----- | ----- | ----- | ----- | ----- | ----- |
| 681   | 725   | 698   | 814   | 816   | 1.027 | 1.616 |

График промене броја становника у току последњих година